# Pimpa (serie animata 1982)
Pimpa è una serie animata italiana per bambini del 1982, disegnata da Altan e diretta da Osvaldo Cavandoli. La serie racconta in 26 episodi di circa 5 minuti l'uno le avventure della cagnolina a pois rossi Pimpa, dei suoi amici e del suo padrone Armando.

## Distribuzione
Ad eccezione dell'episodio pilota Un viaggio in Africa, prodotto nel 1980 e presentato per la prima volta al Salone Internazionale dei Comics dello stesso anno, il resto della serie venne prodotta nel 1982. L'episodio pilota è stato inserito successivamente in coda all'interno della lista ufficiale degli episodi.
La prima trasmissione avvenne dal 24 ottobre al 28 novembre 1983 su Rai Due, all'interno del programma pomeridiano per ragazzi Tandem, senza rispettare l'ordine di produzione originale degli episodi. Rai Due continuò a replicare la serie fino agli anni novanta, anche all'interno del contenitore per ragazzi mattutino Quante storie. Nel corso degli anni è stata replicata anche su Rai Tre (nel 1999) e Rai YoYo (dal 2006 ad oggi).

## Doppiaggio
| Personaggi | Doppiatori                                                |
| ---------- | --------------------------------------------------------- |
| Pimpa      | Cristina Mascolo (ep. pilota) Roberta Paladini (ep. 1-25) |
| Armando    | Sergio Renda (ep. pilota) Vittorio Di Prima (ep. 1-25)    |

Le altre voci sono di Mario Milita, Riccardo Garrone, Franco Latini, Riccardo Rossi, Aldo Barberito, Gastone Pescucci.

## Episodi
| nº | Titolo italiano           | Prima TV         |
| -- | ------------------------- | ---------------- |
| 1  | Arriva la primavera       | 24 ottobre 1983  |
| 2  | L'unione fa la forza      | 26 ottobre 1983  |
| 3  | Partono le rondini        | 27 ottobre 1983  |
| 4  | La casetta nuova          | 28 ottobre 1983  |
| 5  | Una gita al mare          | 31 ottobre 1983  |
| 6  | Una gita al Polo          | 1º novembre 1983 |
| 7  | Al luna park              | 2 novembre 1983  |
| 8  | La formica Bibì           | 8 novembre 1983  |
| 9  | I cugini lontani          | 4 novembre 1983  |
| 10 | Il pupazzo di neve        | 7 novembre 1983  |
| 11 | A spasso con la TV        | 9 novembre 1983  |
| 12 | Il ristorante pazzo       | 11 novembre 1983 |
| 13 | La nave in pericolo       | 3 novembre 1983  |
| 14 | Il pane fatto in casa     | 15 novembre 1983 |
| 15 | Il riccio Riccardo        | 16 novembre 1983 |
| 16 | La lucciola Lucia         | 17 novembre 1983 |
| 17 | Una gita nella giungla    | 18 novembre 1983 |
| 18 | Una gita in Australia     | 21 novembre 1983 |
| 19 | Il piccolo Armando        | 22 novembre 1983 |
| 20 | Le scarpe di Armando      | 23 novembre 1983 |
| 21 | Il rubinetto rotto        | 24 novembre 1983 |
| 22 | Le ombre cinesi           | 25 novembre 1983 |
| 23 | L'aquilone e l'arcobaleno | 25 ottobre 1983  |
| 24 | La talpa pittrice         | 10 novembre 1983 |
| 25 | Sulla spiaggia            | 14 novembre 1983 |
| 26 | Un viaggio in Africa      | 28 novembre 1983 |